# Egeon (protista)
Egeon es un género de foraminífero bentónico considerado un sinónimo posterior de Nummulites de la familia Nummulitidae, de la superfamilia Nummulitoidea, del suborden Rotaliina y del orden Rotaliida. Su especie tipo era Egeon perforatus. Su rango cronoestratigráfico abarcaba el Biarritziense (Eoceno medio).

## Clasificación
Egeon incluía a la siguiente especie:
- Egeon perforatus †